# ربکا گیدنز
ربکا گیدنز (انگلیسی: Rebecca Giddens؛ زادهٔ september ۱۹, ۱۹۷۷ (۴۷ سال)) ورزشکار اهل ایالات متحده آمریکا است.
وی در مسابقات کشوری و بین‌المللی در مجموع برندهٔ ۱ مدال طلا، ۲ مدال نقره، ۱ مدال برنز شده‌است.